# فونتجرا
فونتجرا (به ایتالیایی: Fontegreca) یک کومونه در ایتالیا است که در استان کسرتا واقع شده‌است.

## خصوصیات
فونتجرا ۹٫۶ کیلومترمربع مساحت و ۸۷۲ نفر جمعیت دارد.